# Tuohu
Tuohu (kinesiska: 沱湖) är en socken i östra Kina. Den ligger i Wuhe härad i staden Bengbu i provinsen Anhui, omkring 150 kilometer norr om provinshuvudstaden Hefei. Antalet invånare är 13683. Befolkningen består av 6 629 kvinnor och 7 054 män. Barn under 15 år utgör 15,0 %, vuxna 15-64 år 74 %, och äldre över 65 år 9,0 %. Tuohu ligger vid sjön Tuo Hu.